# Kaakhorn
Kaakhorn (Gronings: Koakhörn) is een gehucht in de gemeente Het Hogeland, in het noordwesten van de Nederlandse provincie Groningen. Het streekje ligt direct ten noorden van Westernieland aan een doodlopende weg. De weg loopt over de voormalige oude dijk uit ongeveer 1350. Het heeft 60 inwoners (2008).

## Naam en geschiedenis
De naam van het gehucht verwijst naar de kaak die hier in vroegere tijden heeft gestaan. De kaak (schandpaal) stond op de horn (= hoek) van het dorp.
Vroeger heette het buurtje samen met Oudedijk Dijkstreek, een naam die later alleen nog voor Oudedijk werd gebruikt. Deze naam verwijst naar de ligging aan de oude 13e-eeuwse zeedijk (de zeeborg), die na de Kerstvloed van 1717 werd vervangen door een nieuwe zeedijk. Aan dat jaar herinneren nog de twee kolken in het buurtje; een aan de Kaakhornsterweg en een aan het Kaakhornsterpad. Twee andere kolken verdwenen. Een ervan werd door de toenmalige gemeente Eenrum gedempt met bouwafval. In de 19e eeuw heeft er een vlasfabriekje bij een van de kolken aan de Kaakhorn gestaan, waarvan de vlasschuur in 1883 werd afgebroken.

### Kamp De Slikken
In 1938 werd kamp De Slikken achter Kaakhorn gebouwd (iets ten noorden van de huizen, aan oostzijde van de Schaapweg) voor duizenden arbeiders van de werkverschaffing (Rijksdienst voor de Werkverruiming) die in de periode van 1939 tot en met 1945 een deel van de kwelder indijkten, de Polder de Slikken; de tot dan toe onbedijkte kwelders achter de gemeenten Baflo en Eenrum. Later werd een groter barakkenkamp gebouwd op ongeveer een kilometer ten noorden van het gehucht. De werklozen, die uit alle delen van Groningen, maar ook uit het Westen kwamen, moesten er min of meer gedwongen meewerken aan het zware handwerk; werkweigering betekende het verspelen van de rechten op financiële bijstand. Na de oorlog werden er tot 1949 NSB'ers en andere politieke delinquenten in het kamp De Slikken opgesloten. Zij moesten werken in de polder en waren ook betrokken bij de bouw van een aantal van de volkshuisvestingshuisjes in Kaakhorn direct na de Tweede Wereldoorlog. De barakken van het kamp zijn bewaard gebleven. Omdat de daken asbest bevatten, zijn deze later door rode golfplatendaken vervangen. Na de oorlog kreeg de nieuwe polder de naam Linthorst Homanpolder. Het kamp werd grotendeels afgebroken en het restant (drie barakken) werden omgevormd tot een recreatieverblijf.
Twaalf van de arbeiders en een buschauffeur kwamen op 16 oktober 1940 om het leven toen hun bus in botsing kwam tegen een trein op een onbewaakte spoorwegovergang van de Spoorlijn Winsum - Zoutkamp, de Marnelijn bij Ranum. Tien van hen overleden ter plaatse van het ongeval. Een veertiende persoon kwam om het leven toen hij onder het locomotiefje kwam dat de omgespitte grond vervoerde. Voor de veertien slachtoffers werd iets ten noorden van Kaakhorn een monument opgericht.

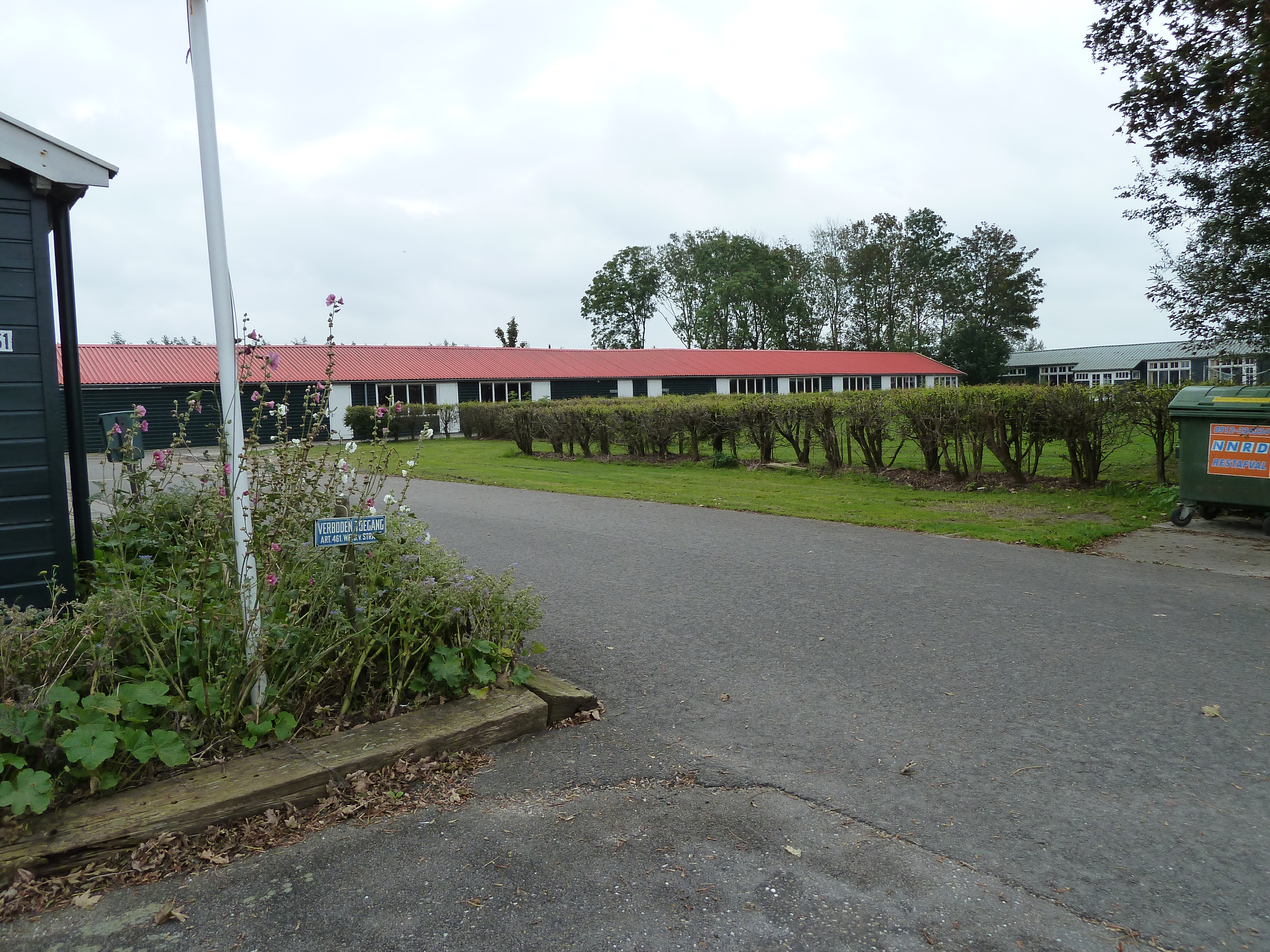
Twee van de barakken van De Slikken
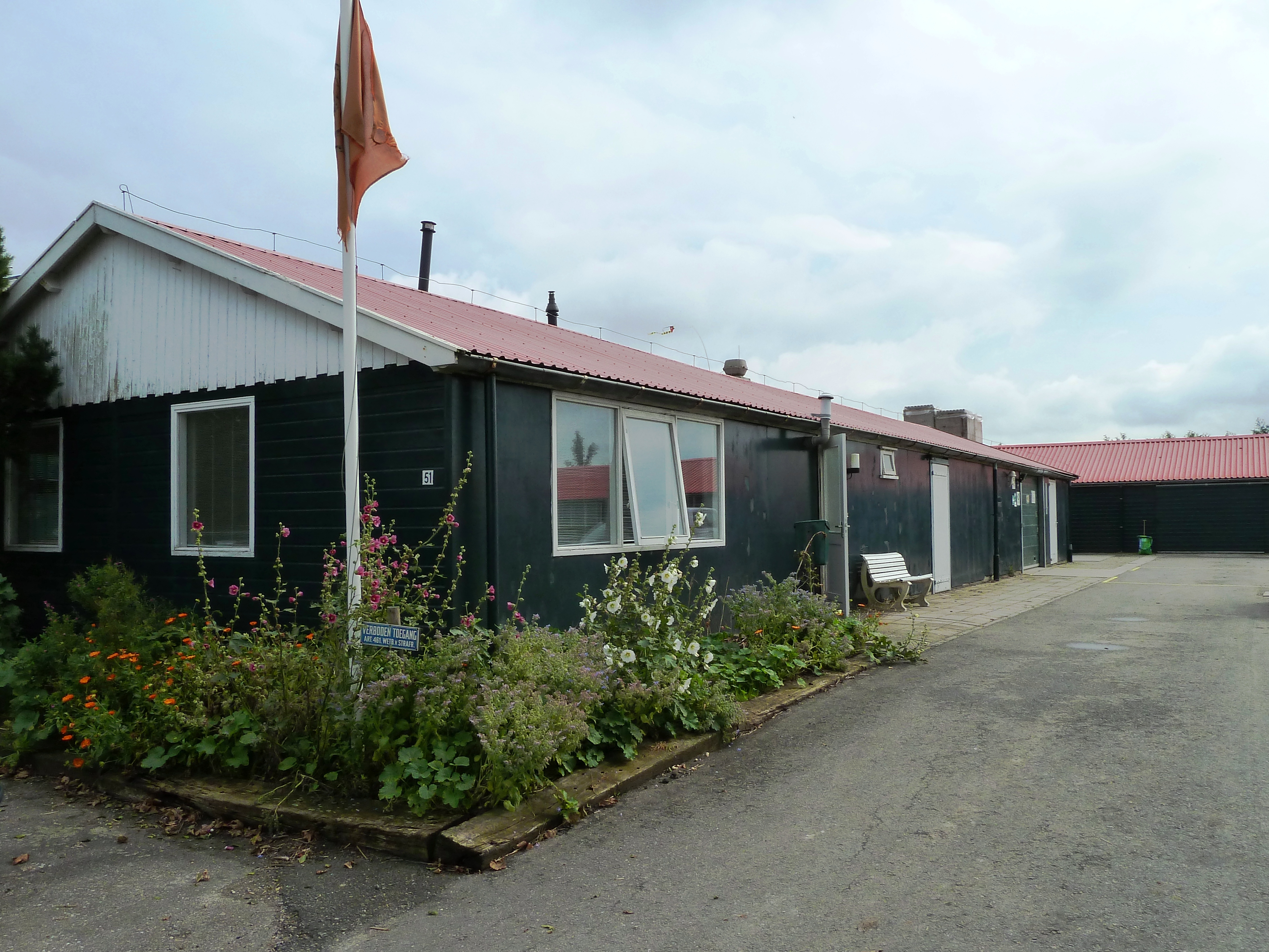
De derde barak aan de ingang
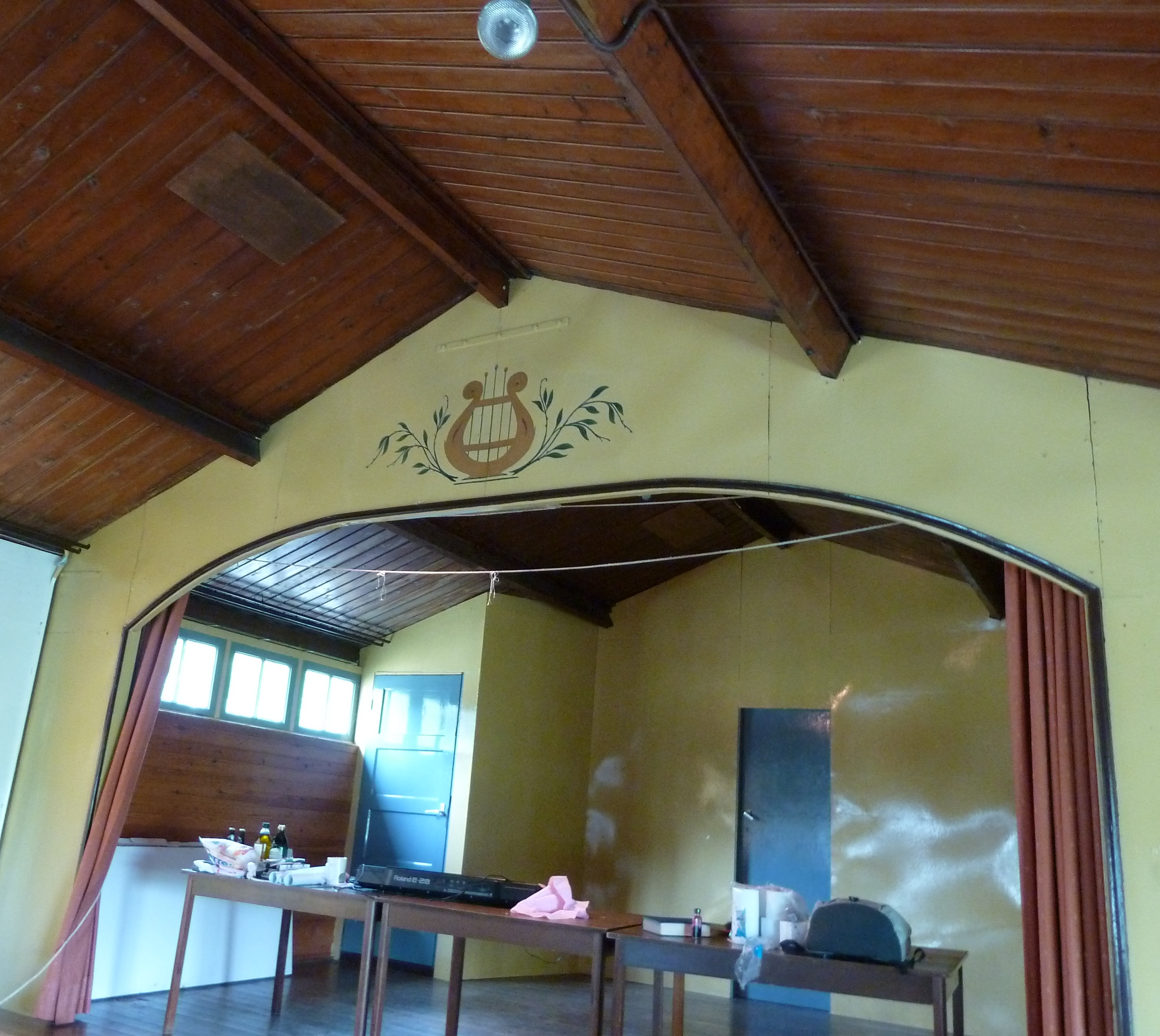
Muziekkapel in een van de barakken
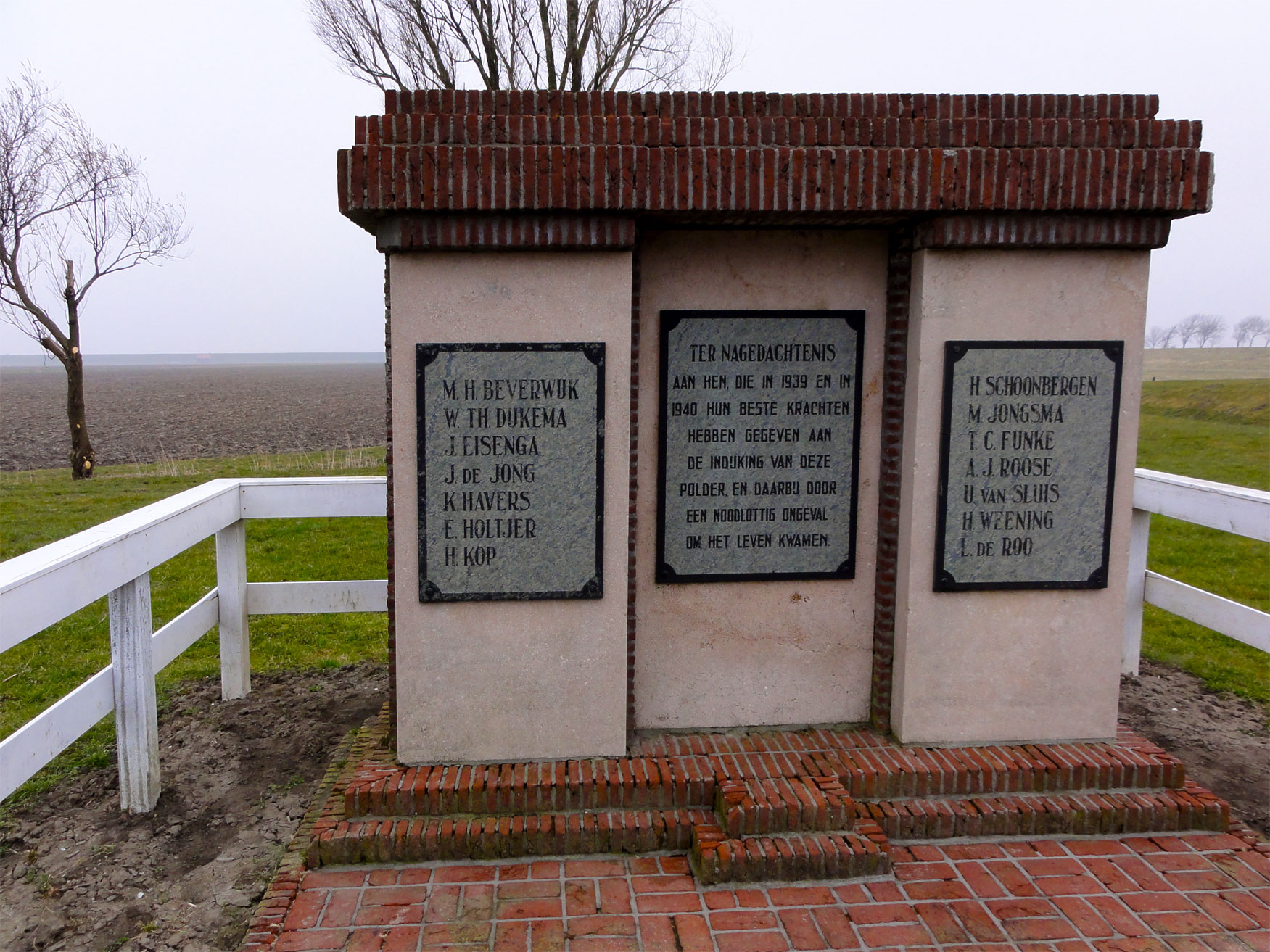
Monument voor de omgekomen arbeiders in 1940

## Wandelroute
Door Kaakhorn loopt de Europese wandelroute E9. Ter plaatse is de route ook bekend als Wad- en Wierdenpad.

## Foto’s

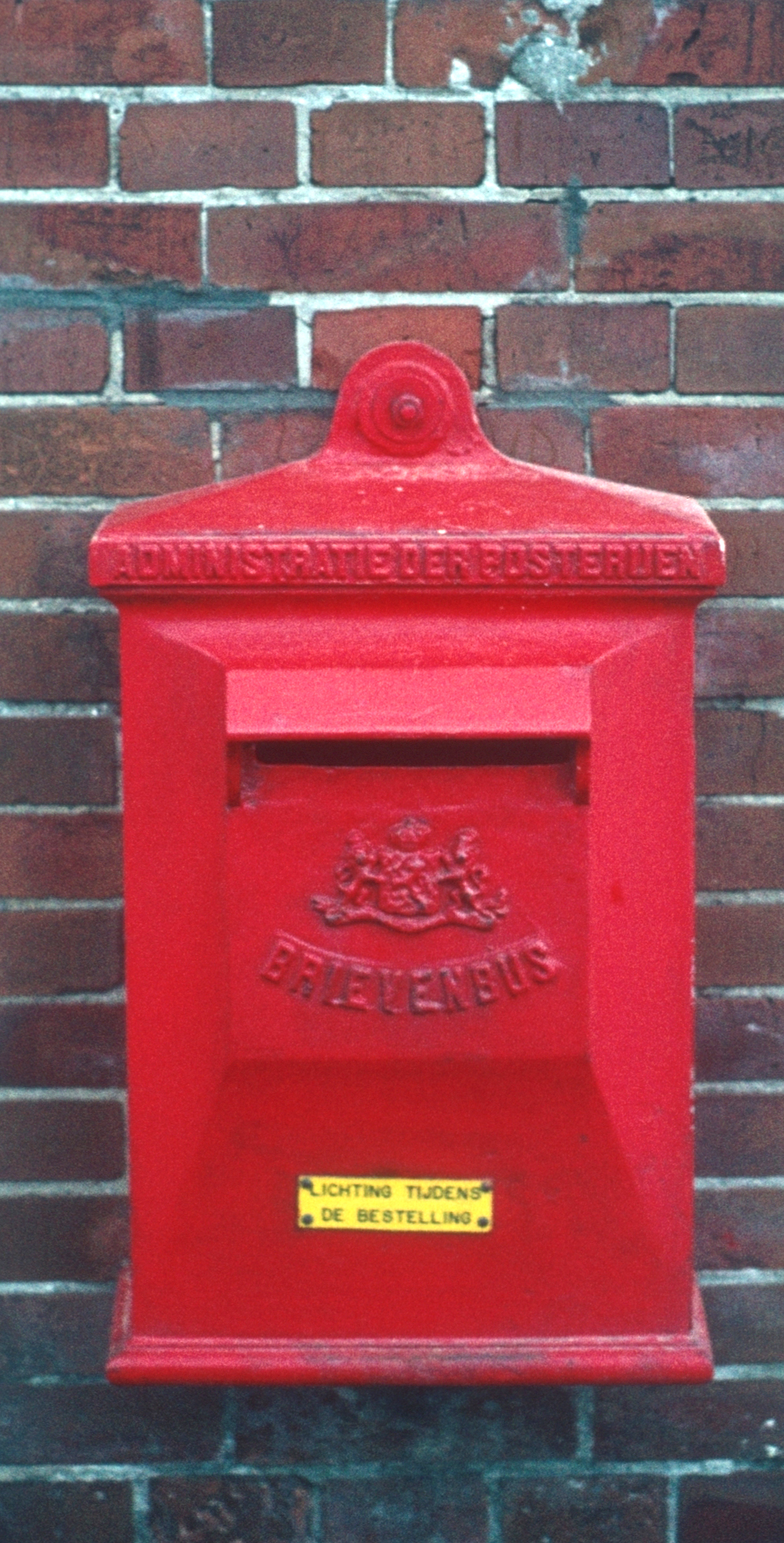
Brievenbus in Kaakhorn (±1978)